# وكالة جيجي للأنباء

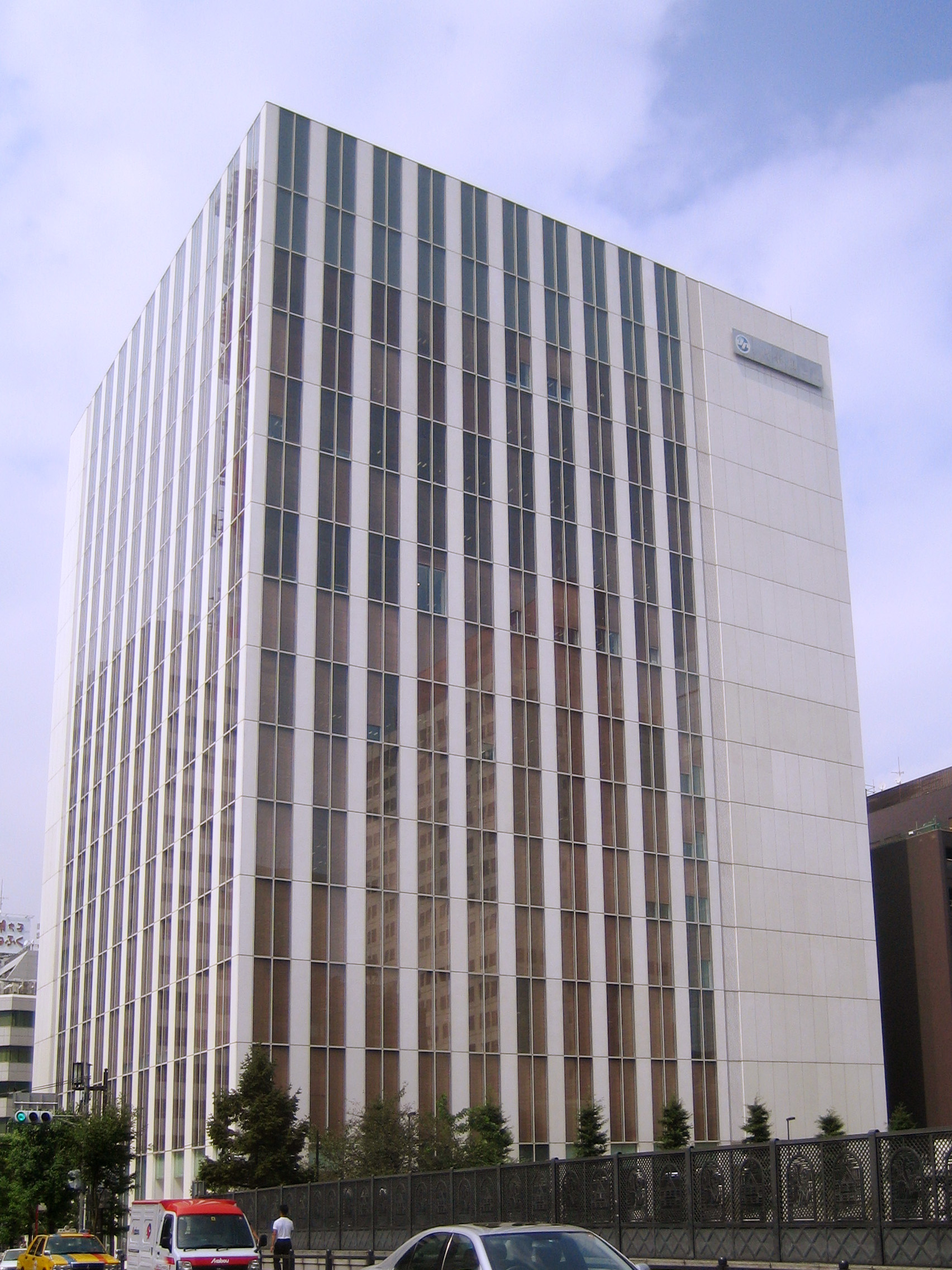
المركز الرئيسي لوكالة جيجي

وكالة جيجي للأنباء (باليابانية: 株式会社 時事通信社) هي إحدى وكالات الأنباء الرائدة في اليابان. مقرها الرئيسي في جينزا، تشو، طوكيو، جيجي لديها 82 مكتبًا فرعيًّا و28 مكتبًا عامًا على الصعيد العالمي. أكاباياشى سيزو (若 林 清 造) هو الرئيس الحالي لوكالة جيجي.

## وصلة خارجية
- وكالة جيجي للأنباء على موقع IMDb (الإنجليزية)